# Opinel

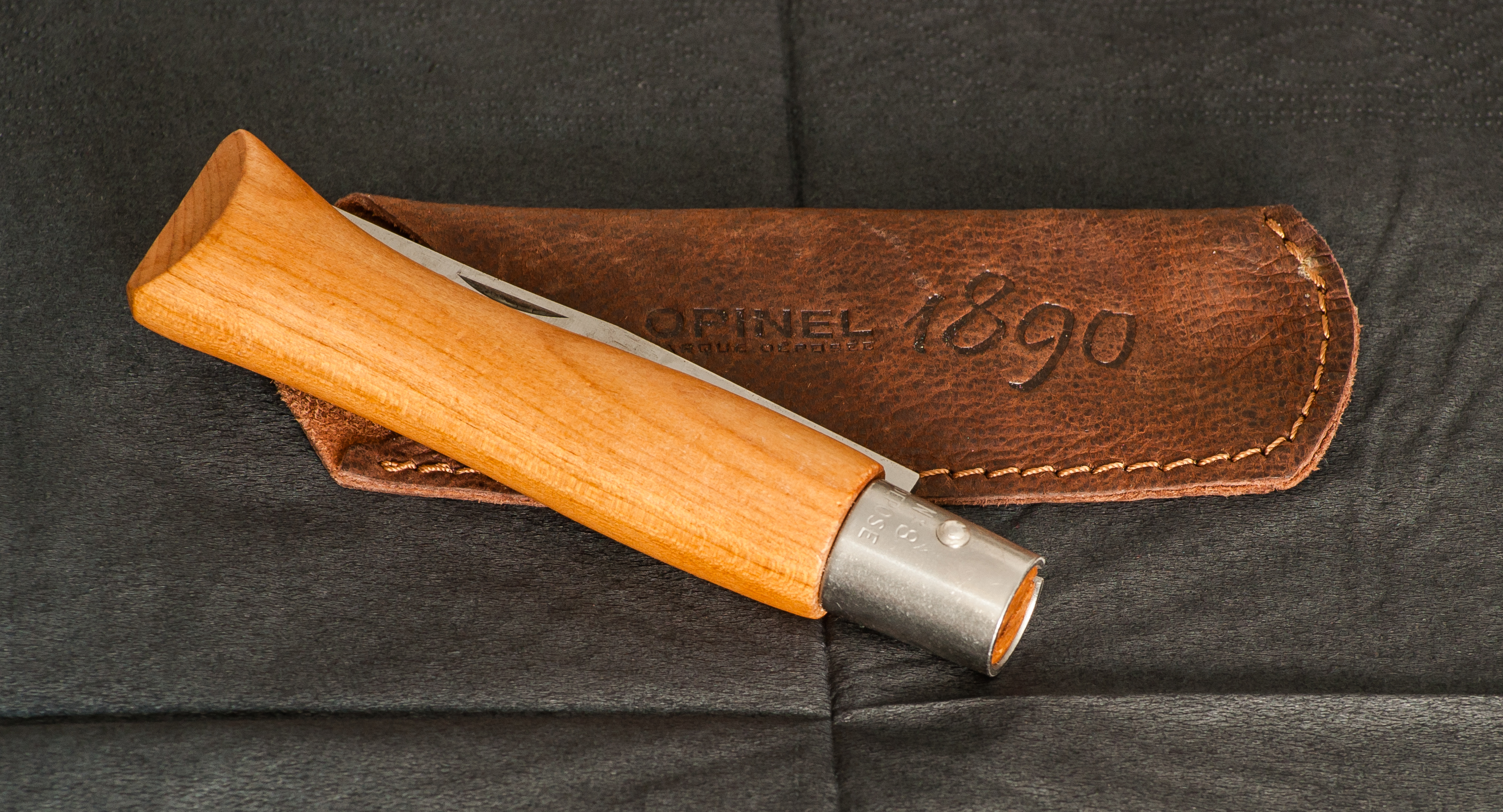
riedizione moderna del N°8 originale del 1890, da notare la mancanza del Virobloc

La società francese Opinel SAS produce coltelleria e in particolare il coltello Opinel, tascabile economico con il manico in legno di faggio che fu inventato nel 1890 da Joseph Opinel (1872-1960) e viene prodotto dalla ditta omonima. La sede della società è attualmente nella cittadina di Chambéry nella regione della Savoia.

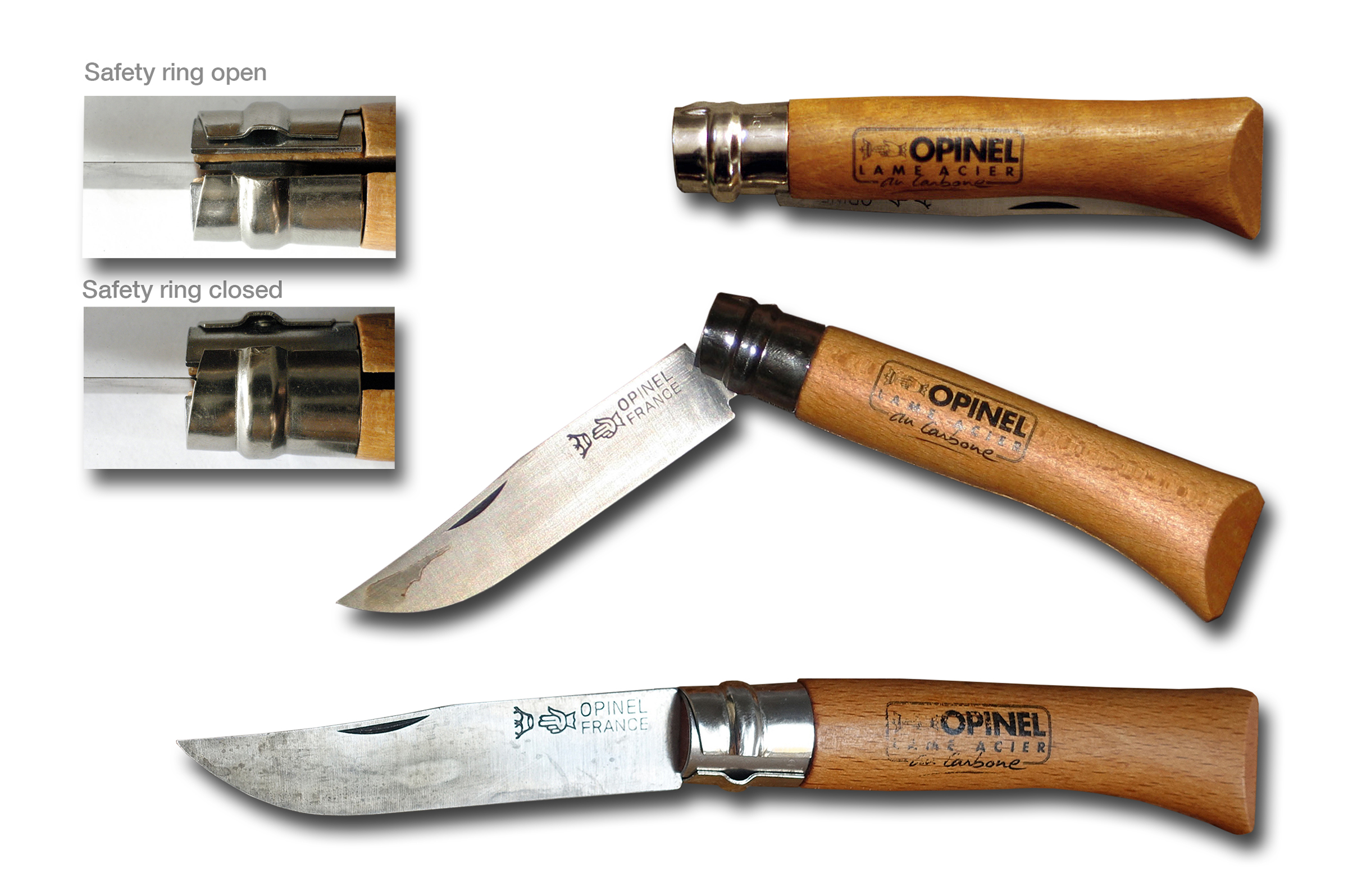
il tradizionale coltello Opinel (in questo caso il N°10 Carbon)

La struttura del coltello è molto semplice, costituita da soli quattro o cinque componenti: la lama, il manico di legno, un perno metallico su cui la lama ruota, un tubetto metallico spaccato che fissa perno-lama-manico e (tranne nel caso di modelli di ridotte dimensioni) un anello girevole chiamato Virobloc che blocca la lama quando il coltello è aperto, per evitare che si chiuda fra le mani dell'utilizzatore. Questo dispositivo di sicurezza, introdotto nel 1955, è necessario perché non c'è una molla che mantenga il coltello aperto; negli anni '90 è stato modificato leggermente per bloccare la lama anche in posizione di chiusura, in modo da prevenire anche le aperture accidentali.
Il modello tradizionale ha un'impugnatura in faggio e la lama in acciaio XC90 affilata con un angolo di circa 22°, il che fornisce un ottimo filo ma necessita di essere pulita ed oliata periodicamente per evitare la ruggine.
Comunque sono disponibili anche modelli con la lama in acciaio inossidabile che rendono il coltello praticamente esente da qualsiasi manutenzione.
I coltelli Opinel vengono prodotti in undici diverse lunghezze, numerate da 2 a 13 (il numero 1 non è più in produzione dal 1939 perché ritenuto troppo piccolo mentre il numero 11 è stato soppresso nel 1935 perché ritenuto troppo simile ai numeri 10 e 12). Il modello numero 8 (con una lama di 8,5 cm) è forse quello maggiormente diffuso per usi generici, mentre i modelli più lunghi vengono spesso utilizzati anche come coltelli da cucina.
Il logo con mano coronata - in francese La Main Couronnée, formata dal simbolo della città di Saint-Jean-de-Maurienne a cui è aggiunta una corona a ricordo del Ducato di Savoia - appare sulla lama di ogni modello a partire dal 1909 mentre sui modelli precedenti compariva solamente la scritta OPINEL. Le diciture CARBONE e INOX sono state aggiunte in seguito per distinguere le lame prodotte nei due diversi materiali.
Alcuni artisti utilizzano i coltelli Opinel come supporto per i loro lavori, pirografando o intagliando figure di fantasia sul manico.
Nel 2012 è stata introdotta una versione specialistica chiamata "Outdoor", che presenta un nuovo manico in materiale plastico impermeabile e resistente a temperature estreme. Questa versione presenta 3,5 cm di lama seghettata per un taglio efficace di corde, è più spessa, ed è stata studiata per pratiche sportive in montagna e in mare, infatti presenta un gira-grilli e un fischietto integrato nel manico. Corrisponde come dimensioni al numero 8 classico con lama in acciaio inossidabile, e principalmente è un miglioramento rispetto alla scarsa resistenza all'umidità della omonima versione.
Nel 2025, 70 anni dopo l'introduzione del Virobloc, Opinel introduce il Néo6 dotato del meccanismo Opiflex, un sistema simile al slipjoint che mantiene la lama saldamente in posizione senza bisogno di un blocco.

## Taglie e variazioni
I coltelli Opinel sono attualmente disponibili in varie modelli di cui comunque quello tradizionale rimane ancora il più diffuso.

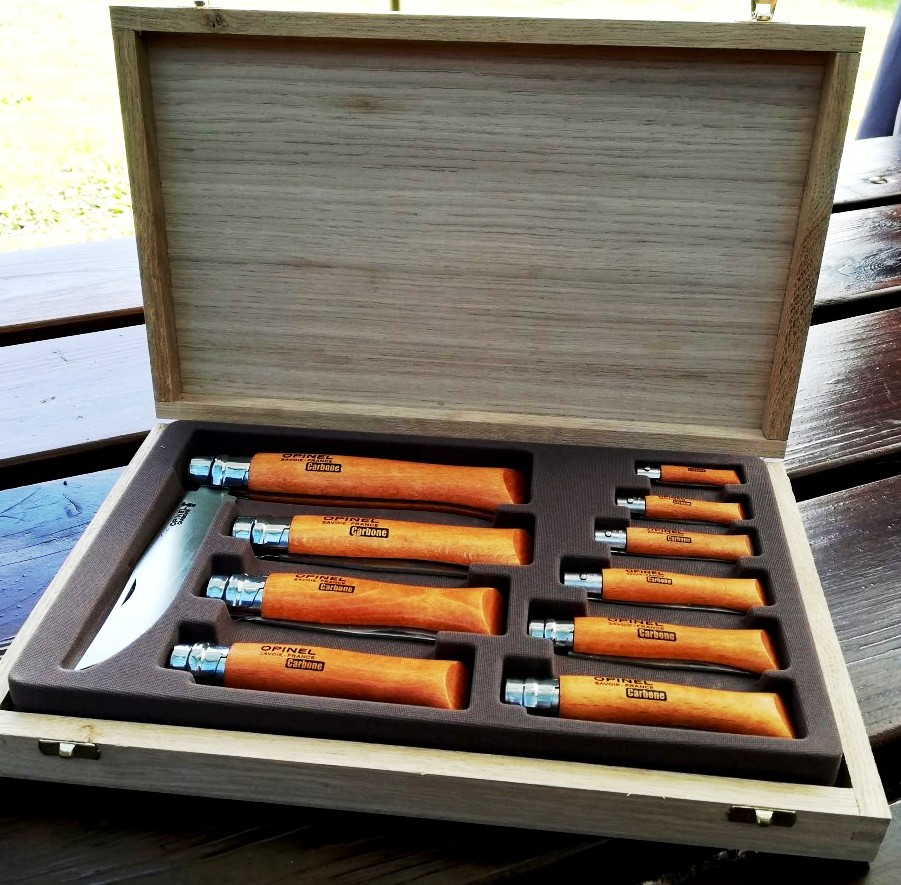
le 10 taglie della serie classica del 1911 ancora in produzione

Il modello tradizionale inventato nel 1890 viene presentato all'Esposizione Internazionale Alpina di Torino del 1911 in una serie di 12 varianti di differenti lunghezze di cui ad oggi ne sono rimaste in produzione solo 10 ed a cui è stato aggiunto nel 2010 il modello gigante (N°13 "Le Géant").
Dal N°6 in poi è presente la ghiera di blocco della lama Virobloc, introdotta nel 1955 e successivamente modificata nel 2000 per consentire di bloccare la lama anche in posizione chiusa.
| modello | lunghezza lama | Virobloc | note |
| ------- | -------------- | -------- | --- |
| N°01    | 2 cm           |          | Fuori produzione dal 1939. |
| N°02    | 3,5 cm         |          | Disponibile anche in versione portachiavi. |
| N°03    | 4 cm           |          | |
| N°04    | 5 cm           |          | Disponibile anche in versione portachiavi. |
| N°05    | 6 cm           |          | |
| N°06    | 7 cm           | ✔        | Prodotto anche in versione "Castagne, aglio e per sbucciare" e "Palapatate". |
| N°07    | 8 cm           | ✔        | |
| N°08    | 8,5 cm         | ✔        | Il formato più popolare. Esiste anche in versione “fungo” con lama curva e spazzola nonché in varie edizioni da collezione (con decorazioni e/o in materiali pregiati). Viene inoltre prodotta la versione "garden" con design sia della lama che del manico completamente rivisto. |
| N°09    | 9 cm           | ✔        | Disponibile anche nella versione “apriostriche”. |
| N°10    | 10 cm          | ✔        | Viene anche prodotto con cavatappi ed apribottiglie. |
| N°11    | 11 cm (?)      |          | Fuori produzione dal 1935. |
| N°12    | 12 cm          | ✔        | |
| N°13    | 22,5 cm        | ✔        | Soprannominato "Le Géant", in produzione dal 2010. |